# Barany (powiat ełcki)
Barany (niem. Barannen) – wieś w Polsce położona w województwie warmińsko-mazurskim, w powiecie ełckim, w gminie Ełk.
W latach 1975–1998 miejscowość administracyjnie należała do województwa suwalskiego.